# 線香花火 (さだまさしの曲)
「線香花火」（せんこうはなび）は、1976年11月25日にさだまさしがリリースしたシングル曲である。さだまさしのソロ・デビュー曲にあたる。

## 解説
さだまさしは体調不良と音楽の方向性の閉塞感から1976年4月9日グレープを解散した。その後しばらく静養した後、長崎放送などへ就職活動を行ったが上手くいかず、元・赤い鳥のドラマー、渡辺としゆき（現・俊幸）とのユニットを模索した。しかし、渡辺はユニットを固辞する代わりにアレンジャーやバック・バンド（元祖サーカス）のリーダーを務めることで折り合った。そうした中で1976年11月にソロ・デビューすることとなった。
アルバム『帰去来』と同時発売であり、1面・2面とも同アルバムの収録曲である。そのため、アルバムからのシングル・カットの色彩が強いデビュー・シングルとなった。初めてのベスト・アルバム『昨日達…』の選定にあたっても、重要なデビュー曲であるにもかかわらず選外にしている。また、ライブでもデビュー曲に関してはグレープとしてのデビュー曲である「雪の朝」をデビュー曲と紹介している。
アルバム『帰去来』はヒットしたが、シングル盤はヒットには至らなかった。

### 線香花火
さだの故郷長崎では精霊流しの夜に大量の花火を燃やし、精霊流し以降は線香花火などの地味な花火を楽しむ習慣がある。それゆえこの作品も晩夏の情景を歌っている。線香花火の火球が落ちる時の「ジュッ」という擬音で終わる。さだ曰く「ひとつふたつみっつで始まりジュウ（10）で終わる」とのこと。

### 指定券
一度は恋人と別れ、故郷に戻る決意をした主人公の揺れ動く思いを歌った作品。舞台は東京駅で、イントロに東京駅の「…16時30分発さくら号、長崎・佐世保行き、間もなく発車を致します。…」という構内アナウンスが入っている。ちなみに上記のさくら号は約30年後のアルバム『とこしへ』に収録されている「さよならさくら」で作品のテーマとなる。

## 収録曲

### SIDE 1
「線香花火」（作詩・作曲：さだまさし、編曲：渡辺俊幸、ストリングス・アレンジ：青木望）

### SIDE 2
「指定券」（作詩・作曲：さだまさし、編曲：渡辺俊幸）